# 항성 운동학
항성 운동학(영어: stellar kinematics)은 항성들의 운동의 원인에 대한 이해 없이 별들의 운동을 연구하는 학문이다. 그에 대한 중력 효과를 계산하는 항성 동역학과는 다르다. 태양에 대한 별의 운동은 별의 기원과 나이 뿐만 아니라, 우리 은하 주변부의 구조와 진화에 대한 유용한 정보를 제공한다.
천문학에서 대부분의 별들은 항성 요람으로 알려진 분자운에서 탄생하였다고 폭 넓게 받아들여진다. 그러한 구름에서 형성된 별들은 수 십에서 수 십 개의 별들로 구성된 산개성단을 이룬다. 이런 성단은 시간에 따라 흩어지게 된다. 성단의 중심핵에서 분리된 별들은 성단의 성협(stellar association)의 일원으로 명명된다. 성단의 잔해가 정연한 집단의 형태로 은하 속을 이동할 때는 운동성단(moving group)이라 불리게 된다.

## 공간 속도

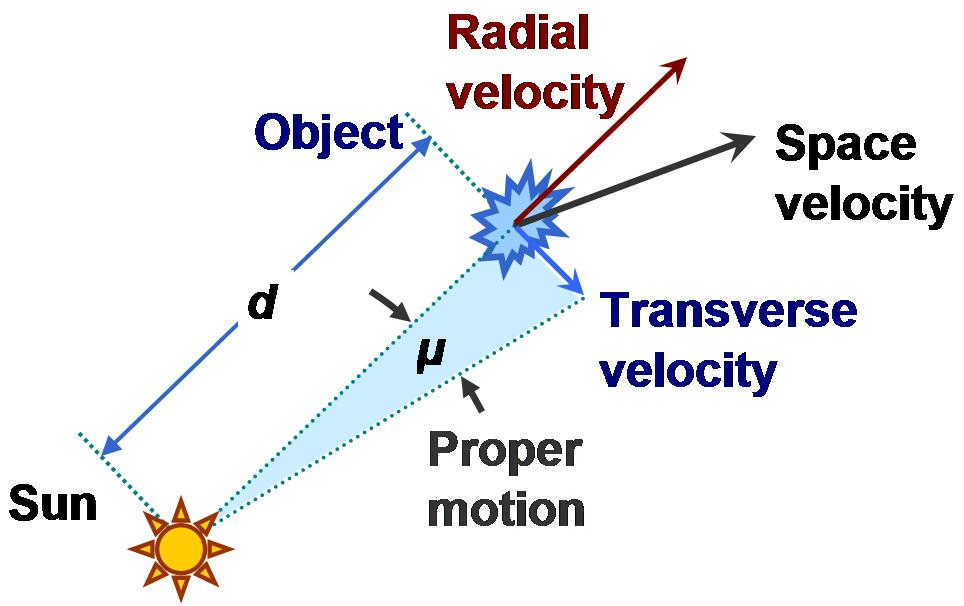
천체의 고유운동 및 속도 성분 사이의 관계. 멀어질 때, 천체는 태양으로부터 거리 d에 있으며, 각속도 μ rad/s로 움직이고 있다. 여기서 μ = v_{t} / d이며 vt는 태양에서 시선 방향에 대해 수직 방향으로의 속도 성분이다. (그림에서 각도 μ는 접선속도 v_{t}에서 단위 시간을 소거한 것이다.)

태양으로부터 가까워지거나 멀어지는 방향의 항성 운동 성분, 즉 시선속도는 도플러 효과로 발생한 스펙트럼의 편이를 통해 측정할 수 있다. 접선 속도(횡단 속도) 또는 고유운동은 더욱 먼 거리의 천체에 대한 연속적인 위치 측정을 통해서만 측정 가능하다. 일단 별의 거리가 시차와 같은 측성학적 방법을 통해 측정되면, 공간 속도를 계산할 수 있게 된다. 이것이 태양 또는 국부 표준 정지 좌표계(LSR)에 대한 별의 실제 운동이다. 후자는 일반적으로 현재 태양이 있는 지점이 낮은 속도 분산을 갖는 주변 별들의 평균 속도로 은하의 중심부 주변을 원형으로 공전한다고 간주된다. LSR에 대한 태양의 운동은 "특이 태양 운동"(peculiar solar motion)이라 불린다.
우리 은하의 은하 좌표계에서의 공간 속도의 성분은 (U, V, W) km/s로 주어진다. 여기서 U는 은하 중심 방향, V는 은하의 회전 방향, W는 은하 북극 방향으로 (+)값을 갖는다. LSR에 대한 태양의 특이 운동은
(U, V, W) = (11.1, 12.24, 7.25) km/s으로,
통계적 불확실성 (+0.69-0.75, +0.47-0.75, +0.37-0.36) km/s와 좌표계 불확실성 (1, 2, 0.5) km/s를 갖는다.(여기서 V가 1999년 데넌 등이 측정한 것보다 7 km/s 더 크다는 것에 주의)
우리 은하에서 별들은 중원소 함량 또는 헬륨보다 원자 번호가 더 큰 원소들의 비율에 따라 두 개의 큰 분포(종족)로 나뉜다. 근처의 별 중에서는 늙은, 항성종족 II형보다 일반적으로 속도가 느리며 중원소 함량이 큰 별들인 항성종족 I형이 발견된다. 항성종족 II형은 우리 은하의 은하면에 대해 기울어진 채 타원 궤도를 돈다. 또한 근처의 별들의 운동 비교로 성협을 발견할 수 있다. 이들은 거대 분자운에서 동일한 지점에서 태어난 별들의 무리이다.
우리 은하에 있는 항성 운동 요소로는 크게 세 가지가 있는데, 원반, 헤일로, 팽대부 또는 막대가 이에 해당한다. 이러한 운동 집단들은 우리 은하의 항성 분포와 밀접하게 연관되어 있는데, 운동과 화학 조성을 강력하게 연결 지음으로써 이들이 서로 다른 형성 기작을 겪었음을 시사한다. 헤일로는 안쪽과 바깥쪽 헤일로로 더 세분화 되는데, 안쪽 헤일로는 우리 은하에 대해 종합적으로 순행 운동을, 바깥쪽 헤일로는 역행 운동을 한다.

## 고속별
정의에 따르면 고속별(high-velocity star)은 태양 주변의 별들의 평균 운동에 대해 65 km/s에서 100 km/s 이상 빠르게 움직이고 있는 별이다. 이 속도는 가끔씩 주변 성간매질에 대해 초음속으로 나타나기도 한다. 고속별에 대해서는 세가지 유형이 있는데, 폭주성, 헤일로별, 초고속별이 있다.

### 폭주성이 부분의 본문은폭주성입니다.

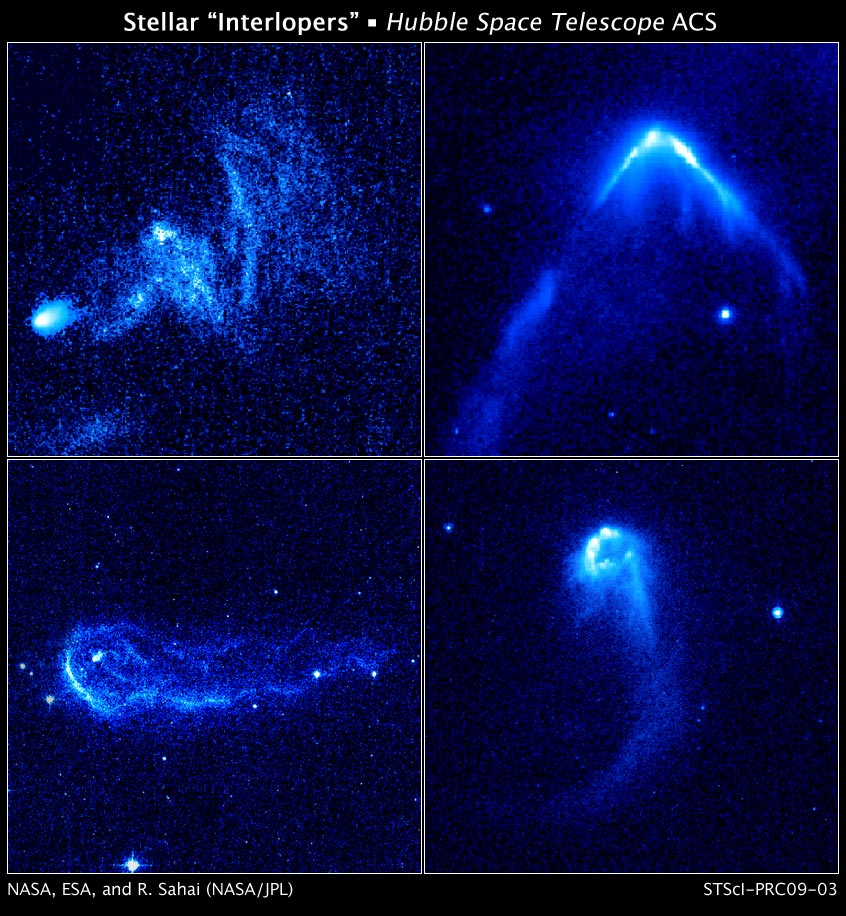
네 개의 폭주성이 밀한 성간 기체 영역을 헤쳐나가면서 밝은 활 모양 충격파와 빛나는 기체 꼬리를 형성하고 있다. 이들은 NASA의 허블 우주 망원경이 2005년 10월에서 2006년 7월 사이에 탐사용 고성능 카메라를 통해 촬영한 14 개의 어린 폭주성 중 하나이다.

폭주성(runaway star)은 주변 성간 매질에 대해 이상하게 빠른 속도로 움직이고 있는 별이다. 폭주성의 고유 운동은 보통 성협에 대해 정확히 멀어지는 방향으로 향하는데, 이를 통해 폭주성이 과거에는 성협의 일원이었으며, 모종의 이유로 별이 성협에서 내쳐졌음을 알 수 있다.
폭주성의 운동에 관해서는 두 가지 기작이 있다.
- 두 쌍성계의 접근으로 두 계가 파괴되면서 별들 중 일부가 고속으로 방출되었다.
- 다중성계의 초신성 폭발로 짝별이 고속으로 날아가게 되었다.[9][10]

두 기작 모두 가능하지만, 천문학자들은 일반적으로 더욱 흔한 초신성 기작을 선호하고 있다.
폭주성과 관련된 장소의 일례로 마차부자리 AE와 양자리 53, 비둘기자리 뮤의 경우가 있는데, 각각 약 100 km/s 이상의 속도(태양은 우리 은하를 국부 평균보다 약 20 km/s 빠르게 움직임)로 멀어지고 있다. 이들의 운동을 역추적 해보면, 이들은 약 200만 년 전에 오리온자리 성운 근처에서 교차한다. 바너드의 고리는 이러한 별들을 방출한 초신성의 잔해로 여겨진다.
또다른 예로는 엑스선 천체인 돛자리 X-1이 있는데, 광디지털 기술을 통해 전형적인 초음속 쌍곡선형 활꼴 충격파의 존재가 드러났다

### 헤일로 별
고속별들은 우리 은하의 중심 주변을 원형에 가깝게 공전하는 태양 또는 그 주변의 대부분의 별들의 운동과 상이한 매우 늙은 별들이다. 더 정확히 말해서, 이들은 타원 궤도로 운동하여 종종 우리 은하의 은하면 바깥으로 크게 벗어난다. 우리 은하에서 이들의 궤도 속도는 태양보다 빠르지는 않지만, 경로가 달라 높은 상대 속도를 띠게 된다.
일반적인 예로는 우리 은하의 원반을 높은 경사로 통과하는 헤일로 별(Halo star)이 있다. 그러한 별 중 가장 가까운 마흔 다섯 개 중 하나인, 카프타인의 별은 태양 근처에 위치한 고속별이다. 이 별은 시선속도가 -245 km/s로 관측되었으며, 공간속도 성분은 각각 U = 19 km/s, V = -288 km/s, W = -52 km/s이다.

### 초고속 별
초고속 별(Hypervelocity star, 항성 목록에서 HVS 또는, HV로 표기)은 은하에서 일반적인 분포를 띠는 별에 대한 속도와 상당히 다른 속도로 운동하는 별이다. 이러한 별들은 속도가 아주 크기 때문에 은하의 탈출 속도를 넘어선다. 우리 은하에 있는 평범한 별들의 속도가 대략 100 km/s인 반면, (특히 대부분의 초고속 별이 만들어지는 곳으로 여겨지는 우리 은하 중심 근처에 있는)초고속 별의 속도는 약 1,000 km/s이다.
HVS의 존재는 잭 G. 힐스가 1988년에 처음으로 예측하였으며, 워런 브라운, 매거릿 겔러, 스코트 케니언, 마이클 커츠가 2005년에 확인하였다. 2008년 당해에는 10 개의 비속박 HVS가 알려져 있으며, 이들 중 하나는 우리 은하가 아닌 대마젤란 은하에서 기원한 것으로 여겨진다. 우리 은하에서 이들의 기원에 관해서 더욱 상세한 측정이 이루어졌다. 우리 은하 내의 질량 분포에 대한 불확정성으로 인해 HVS의 속박 여부에 대해서 판단하는 것은 어려운 편인데, 고속별으로 알려져 있는 다섯 개의 별이 우리 은하로부터 속박되어 있지 않을 수 있으며 16 개의 HVS가 은하에 속박된 것으로 여겨진다고 한다. 현재 가장 가까운 HVS인 HVS2는 태양으로부터 약 19 kpc 떨어져 있다.
우리 은하에는 약 1000 개의 HVS가 존재할 것으로 추정된다. 우리 은하에 약 1,000억 개의 별이 있다는 것을 감안하면, 이 정도 수치는 아주 극히 일부분(~0.000001%)에 해당한다.

#### 초고속 별의 기원
HVS는 우리 은하의 중심부에 있는 초대질량 블랙홀에 쌍성이 접근함에 따라 발생한 것으로 추정된다. 짝을 이루는 두 별 중 하나가 블랙홀에 포획되면서 다른 짝별은 고속으로 튕겨나가게 된다. 또한, HVS의 짝별이 블랙홀의 주변을 공전할 수 있기 때문에 "포획"되었다는 것은 반드시 "빨려들어감"을 의미하지 않는다. 그러나 HVS가 충분히 빠른 속도를 얻기 위해서는 쌍성이 극도로 먼 곳에서부터 블랙홀로 거의 직진하여 떨어져야 한다.
초신성에서 유발된 HVS 또한 희귀할 것으로 추정되긴 하지만 설명 가능하다. 이 시나리오에서 HVS는 근접쌍성계에서 짝별이 초신성 폭발을 겪음으로써 방출된다. 은하 정지 좌표계에서 측정되는 방출 속도는 770 km/s까지로, 만기형 B형 별에서 설명 가능하다. 이 기작으로 은하 원반에서 방출된 HVS의 기원을 설명할 수 있다.
발견된 HVS들은 태양의 질량의 수 배 정도 되는 주계열성이다. 상대적으로 작은 질량을 갖는 HVS 또한 예측되기도 하는데, G/K형 왜성 HVS 후보가 발견되어 오기도 하였다.
우리 은하에 있는 HVS가 우리 은하 주변을 공전하는 왜소 은하가 통과하면서 만들어진 것이라고 주장되어 오기도 하였다. 왜소 은하가 우리 은하의 중심부 근처를 접근할 때, 왜소 은하는 중력에 의해 강력한 잡아당김을 받는다. 이러한 잡아당김으로 왜소 은하의 구성 별의 일부가 크게 가속되어 왜소 은하 전반의 파괴로 슬링샷과 같은 가속으로 인해 은하 바깥 공간으로 던져지게 된다.
일부 중성자별들이 그와 유사한 속력으로 움직일 것으로 추정된다. 이는 HVS와 HVS의 방출 기작과 상관 있다. 중성자별은 초신성 폭발의 잔해로, 이들의 아주 빠른 속력은 비대칭적인 초신성 폭발이나 초신성 폭발 기간 동안에 근처에 있는 짝별의 유실로 인한 것이다. 중성자별 RX J0822-4300은 2007년 찬드라 엑스선 관측선의 관측으로 1,500 km/s (0.5% c) 이상을 기록하였는데, 앞의 두 기작 중 전자의 기작으로 만들어진 것으로 추정된다.
일부 유형의 초신성은 백색왜성이 근처의 짝별과 충돌하거나 짝별 외곽 물질의 소비를 통해 발생하는 것으로 추측된다. 이 시기에 백색왜성과 그 주변의 짝별은 매우 큰 궤도 속도를 지닌다. 초신성 폭발 기간 동안 백색왜성의 막대한 질량 손실로 근처의 짝별이 초당 수 백 킬로미터에 달하는 매우 큰 궤도 속도로 날아가 초고속 별이 된다. 폭발한 백색왜성의 초신성 잔해는 자체의 매우 빠른 궤도 속도로 인해 새로이 빠르게 움직이는 중성자별을 남긴다. 이는 대부분의 HVS와 매우 빠르게 움직이는 중성자별의 기원으로 여겨진다.

#### HVS 목록 일부
2014년까지 총 20 개의 HVS가 알려져 있다.
- HVS 1 - (SDSS J090744.99+024506.8) ("외톨이 별") - 처음으로 발견된 초고속 별[13]
- HVS 2 - (SDSS J093320.86+441705.4) 또는 (US 708)
- HVS 3 - (HE 0437-5439) - 대마젤란 은하에서 왔을 것으로 추정[14]
- HVS 4 - (SDSS J091301.00+305120.0)
- HVS 5 - (SDSS J091759.42+672238.7)
- HVS 6 - (SDSS J110557.45+093439.5)
- HVS 7 - (SDSS J113312.12+010824.9)
- HVS 8 - (SDSS J094214.04+200322.1)
- HVS 9 - (SDSS J102137.08-005234.8)
- HVS 10 - (SDSS J120337.85+180250.4)

## 운동학적 별 무리
유사한 공간 운동과 연령을 갖는 별들의 무리는 운동 성단으로 알려져 있다. 이들은 산개성단의 증발과 같이 동일한 기원을 갖는 별 형성 영역의 잔해 또는 서로 다른 시기에 인접한 영역에서 별 형성을 겪은 별들이다. 대부분의 별들은 항성 요람으로 알려져 있는 분자운에서 태어난다. 그러한 구름에서 형성된 별들은 중력에 의해 속박된, 동일한 연령과 화학 조성을 갖는 수십에서 수천 개의 별들을 포함하는 산개성단을 이룬다. 성단은 시간에 따라 해체된다. 어린 별들로 이루어진 무리는 성단을 탈출하거나 서로 속박이 풀리면서 운동성단을 이룬다.
천문학자들은 별들의 연령, 중원소함량, 운동(시선속도 및 고유운동)을 통해 이들이 어떤 운동성단의 일원인지 측정할 수 있다. 운동성단의 별들이 동일한 기체운에서 거의 동시에 가까이서 형성됨으로써, 이후에 조석력으로 인해 흐트러지긴 하지만, 이들은 유사한 특징을 갖는다.

## 성협
성협은 동일한 기원을 갖지만 중력에 의한 속박이 풀린, 아직 같은 공간 운동을 하는 별들로 이루어진 매우 느슨한 성단이다. 성협은 주로 구성원의 동일한 운동 벡터 및 연령을 통해 확인된다. 화학적 조성에 의한 확인 또한 성협의 구성원을 확인하는 요소로 사용된다.
성협은 아르메니아의 천문학자 빅토르 암바르추먄이 1947년에 처음으로 발견한 것이다. 성협에 대한 전통적인 명칭은 이들이 위치해 있는 별자리의 이름이나 축약형, 성협의 유형, 가끔 수치적 발견자에서 따온다.

## 성협의 분류

ESO의 비스타 망원경을 통해 적외선에서 본 외뿔소자리의 항성 요람.

빅토르 암바르추먄은 처음에 성협을 두 분류로 나누었는데, 구성 별들의 특징에 따라 OB형과 T형으로 나누었다. 세번째 분류인 R형은 나중에 시드니 반 덴 버그가 반사 성운을 밝히는 성협에 대해 제시한 것이었다. OB, T, R형 성협은 어린 별무리의 연속으로 이루어지지만, 이것이 진화적 경로를 나타내는 건지, 아니면 약간 다른 요소의 작용을 나타내는 건지는 아직까지 불확실하다. 또한 일부 성협은 OB형과 T형 성협의 특징을 모두 보여주기도 하는데, 때문에 이 분류는 명백하지 않다.

## OB 성협

거대한 OB형 성협인 용골자리 OB1.

어린 성협은 10~100 개의 분광형 O형 및 B형의 별들을 포함하는데, 그리하여 OB형 성협(OB association)으로 알려져 있다. 덧붙여 이러한 성협은 수 백에서 수천 개의 저질량 또는 중간질량의 별들을 포함하기도 한다. 성협의 구성원들은 거대 분자운 속의 좁은 공간에서 같이 형성되었을 것으로 여겨진다. 주변 티끌과 기체가 날아가 버리면, 남은 별들은 속박이 풀려 흩어지기 시작한다. 우리 은하에 있는 별들의 대다수가 OB형 성협에서 형성되었을 것으로 여겨진다. O형 별은 수명이 짧으며 대략 백만 년 후에 초신성으로서 생을 마감한다. 때문에 OB형 성협은 일반적으로 연령이 수백만 년이거나 그 미만이다. 성협에 있는 OB형 별들은 1,000만 년 이내에 내부의 모든 연료를 연소할 것이다. 이는 태양의 현재 연령이 약 50억 년인 것에 비해 아주 짧다.

## 히파르코스 위성의 OB 성협 발견
히파르코스 위성은 태양으로부터 반경 650 파섹 이내에서 12 개의 OB형 성협을 발견하였다. 가장 가까운 OB형 성협은 전갈자리-센타우루스자리 성협으로, 태양으로부터 약 400 광년 떨어진 곳에 위치해 있다.
참고로, OB형 성협은 대마젤란 은하와 안드로메다 은하에서도 찾아볼 수 있다. 이러한 성협들은 상당히 드문데, 크기가 직경 1,500 광년에 이른다.

## 황소자리 T형 항성들의 포함
어린 별 무리는 상당수의 어린 황소자리 T형 별들을 포함하고 있는데, 이러한 별들은 아직 까지 주계열에 들어서는 과정에 있다. 약 1,000 개 까지의 황소자리 T형 별을 포함하는, 이러한 뜸한 분포를 보이는 무리는 T형 성협(T association)으로 알려져 있다. 가장 가까운 예로는 태양으로부터 140 파섹 거리에 위치해 있는 황소자리-마차부자리 T형 성협(Tau-Aur T association)이 있다. 다른 에로는 북쪽왕관자리 R T형 성협, 이리자리 T형 성협, 카멜레온자리 T형 성협, 돛자리 T형 성협이 있다. T형 성협은 이들이 탄생한 분자운 부근에서 흔히 발견된다. 전부다 그렇지는 않지만 일부는 OB형 별을 포함하기도 한다. 무리의 구성원은 동일한 연령과 기원, 화학 조성, 진폭, 속도의 방향을 가진다.

## R형 성협
반사 성운을 밝히는 성협은 R형 성협(R association)이라 불리는데, 시드니 반 덴 버그가 별들이 일정한 형태가 없는 성운 속에 있다는 것을 발견하여 제시한 유형이다. 이러한 어린 별무리는 구성원이 만들어진 성간운을 흩어지게 만들 정도로 충분히 무겁지 않은 주계열성들을 포함한다. 천문학자들은 이를 통해 주변의 암흑 성운의 특징에 관해 조사할 수 있게 된다. R형 성협이 OB형 성협보다 더욱 풍부한 이유로, 이들은 은하의 나선팔의 구조를 추적하는데 사용되기도 한다. R형 성협의 예로는 태양으로부터 830 ± 50 파섹 떨어진 곳에 위치한 외뿔소자리 R2가 있다.

## 운동 성단
성협의 잔해가 어느 정도 정연한 형태로 우리 은하 속을 이동할 때, 이들은 운동성단(moving group 또는 kinematic group)이라 불린다. 운동 성단은 20억 년 된 HR 1614 운동 성단과 같이 늙거나, 1억 2,000만 년 된 황새치자리 AB 운동 성단처럼 젊을 수 있다.

## 운동 성단의 연구
운동성단은 1960년대에 올린 에겐에 의해 심도 있게 연구되었다. 로페즈-산티아고 등을 통해 가장 가까운 어린 운동성단에 대한 목록이 작성되어 오기도 하였다. 가장 가까운 운동성단은 큰곰자리 운동성단으로 큰곰자리 알파와 에타를 제외한 북두칠성의 모든 별들을 포함한다. 큰곰자리 운동성단은 태양을 일원으로 두지 않지만, 태양이 그 변두리에 위치할 정도로 충분히 가깝다. 따라서 운동성단의 구성원들은 적위 60˚N 근처에 집중되어 있지만, 외곽에 위치한 일원들은 70˚S, 즉 남쪽삼각형자리에 위치할 정도로 하늘에서 멀리 떨어져 있다.

## 성류
성류(stellar stream)는 은하를 공전하던 구상 성단이나 왜소 은하가 기조력에 의해 파괴되어 공전 궤도를 따라 길게 늘여져 만들어진 성협이다.

## 운동 성단의 예시
발견된 운동 성단 중 일부는 다음과 같다.
- 국부 성협 (플레이아데스 운동성단)
- 황새치자리 AB 운동성단
- 페르세우스자리 알파 운동성단
- ANQ 안사타
- 화가자리 베타 운동성단
- 카스토르 운동성단
- 북쪽왕관자리 성협
- 카멜레온자리 에타 성단
- 헤라클레스자리 성류
- 히아데스 성류
- IC 2391 초성단
- MBM 12 성협
- 큰부리새자리-시계자리 성협
- 물뱀자리 TW 성협
- 큰곰자리 운동성단
- 헤라클레스자리 제타 운동성단

## 같이 보기
- 측성학
- 가이아
- 히파르코스 위성
- N체 문제
- 산개성단 잔해(영어판)

## 참고 문헌
- Majewski, Steven R. (2006). “Stellar Motions”. University of Virginia. 2012년 1월 25일에 원본 문서에서 보존된 문서. 2008년 2월 25일에 확인함.
- “The Space Velocity and its Components”. University of Tennessee. 2008년 2월 16일에 원본 문서에서 보존된 문서. 2008년 2월 25일에 확인함.
- Blaauw A., Morgan W.W. (1954), The Space Motions of AE Aurigae and mu Columbae with Respect to the Orion Nebula, Astrophysical Journal, v.119, p. 625
- Hoogerwerf R., de Bruijne J.H.J., de Zeeuw P.T. (2000), The Origin of Runaway Stars, Astrophysical Journal, v. 544, p. L133
- Brown; Geller; Kenyon; Kurtz (2006). “A Successful Targeted Search for Hypervelocity Stars”. 《Astrophys. J.》 640: 35–. arXiv:astro-ph/0601580. Bibcode:2006ApJ...640L..35B. doi:10.1086/503279.
- Edelmann, H.; Napiwotzki, R.; Heber, U.; Christlieb, N.;  외. (2005). “HE 0437-5439: An Unbound Hypervelocity Main-Sequence B-Type Star”. 《The Astrophysical Journal》 634 (2): L181–L184. arXiv:astro-ph/0511321. Bibcode:2005ApJ...634L.181E. doi:10.1086/498940.